# Секелету
Секелету (*бл. 1835–1863) — морена (вождь) народу кололо і літунга (володар) держави Бароце в 1851—1863 роках.

## Життєпис
Був сином літунги Себетване і Сетлутлу. Народився близько 1835 року. 1851 року невдовзі після смерті батька зведена сестра Мамочісане зреклася влади на користь Секелету. Вона оголосила його новим правителем, незважаючи на амбіцій зведеного брата Мпепе, який безуспішно намагався завадити цьому, натякаючи, що Секелету не є законним сином Себетване, оскільки мати Секелету раніше була одружена з іншим вождем.
1853 року мандрівник Девід Лівінгстон вперше зустрівся з ним у Ліньяті. Відносини Секелету з дослідником, вважаються дуже хорошими, оскільки той надав людей Лівінгстону для допомоги в пошуках шляху між Бароце і портом Луанда — столицею португальської Західної Африки.
Але стосунки Секелету з іншими членами Лондонського місіонерського товариства на чолі з Головеєм гелмором, що прибули до держави у 1860 році. Вісім із дванадцяти членів експедиції загинули (включаючи Гелмора) було отруєно, напевне за наказом Секелету.
Продовжив успішні кампанії, розпочаті батьком проти маравійської держави Лунду, отримавши ще 1859 року аід Лівінгстона в подарунок рушниці. В результаті до 1862 року війська Лунду зазнали нищівної поразки та більшість земель цієї держави було сплюндровано.
У внутрішній політиці Секелету виявився жорстоким правителем, викликавши невдоволення серед знаті лозі. Коли він захворів на проказу, Секелету більше не довіряв лозі, шаманів яких він підозрював в наведення зглазу та хвороби на себе. Тому багатьох лозі було страчено.
Помер 1863 року. Кололо і лозі вірили, що їхній володар помер від Божої кари. Трон отримав його стрийко Мбололо.

## Родина
У Секелету було двоє синів — Літалі та Сесане.